# Tania Vicent
Tania Vicent (Laval, 13 januari 1976) is een Canadees voormalig shorttrackster.

## Carrière
Vicent won op vier verschillende Olympische Winterspelen een medaille en is daarmee de enige shorttracker die dat gepresteerd heeft. Ze won bij het shorttrack op de Olympische Winterspelen 1998 in Nagano brons, bij het shorttrack op de Olympische Winterspelen 2002 in Salt Lake City brons, bij het shorttrack op de Olympische Winterspelen 2006 in Turijn zilver en bij het shorttrack op de Olympische Winterspelen 2010 in Vancouver zilver; telkens op de aflossing. Individueel werd ze op de 1000 meter in 2006 vijfde.
Op het wereldkampioenschap shorttrack 2005 in Peking won Vicent met de Canadese vrouwen goud op de aflossing.